# Estación de Vigo-Guijar

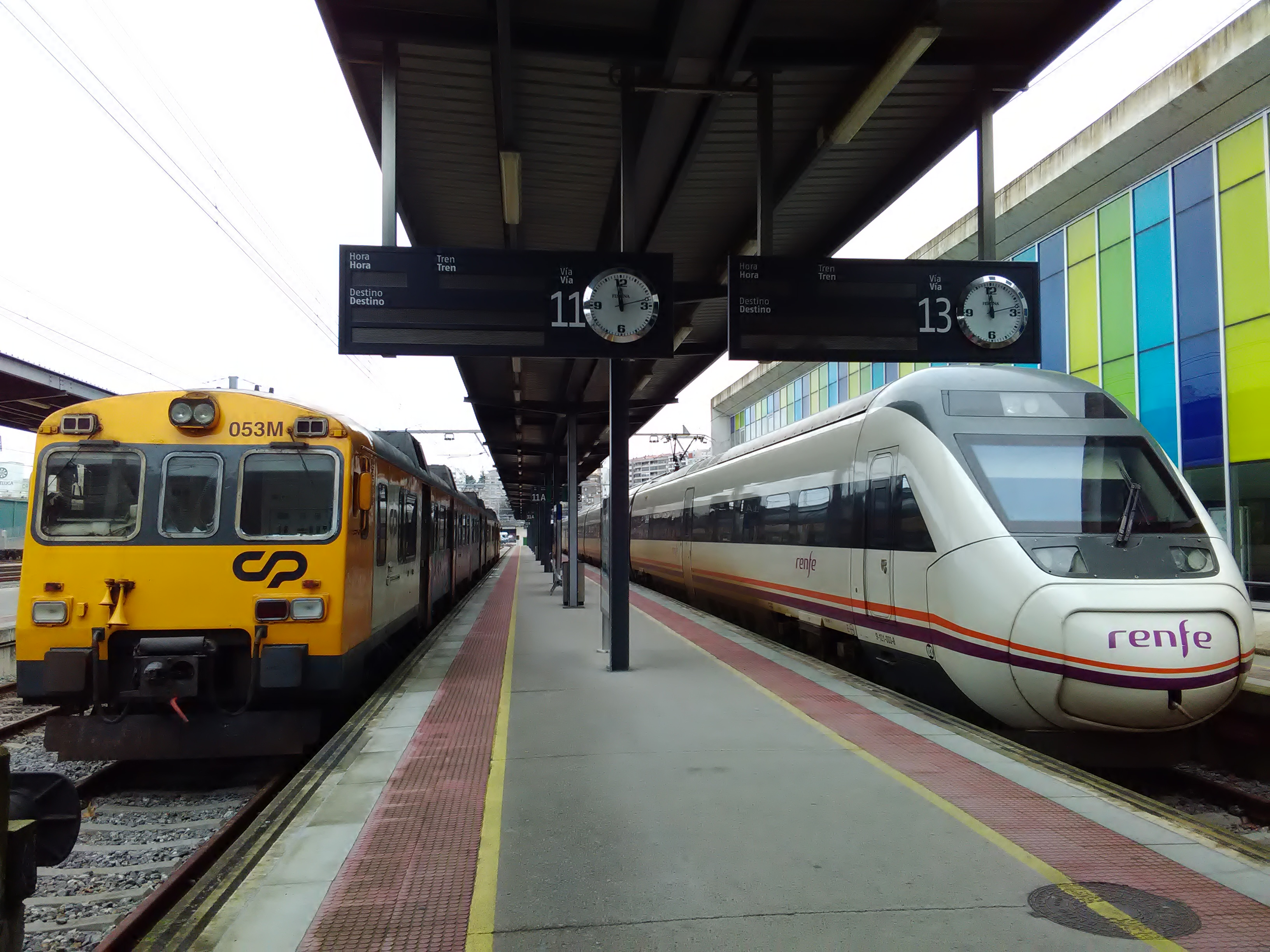
Automotores de Comboios de Portugal y de Renfe aparcados en la estación de Vigo-Guijar.

Vigo-Guijar (en gallego, y oficialmente según Adif, Vigo-Guixar) es una estación ferroviaria situada en la ciudad española de Vigo, en la comunidad autónoma de Galicia. Está situada en la calle Arenal, cercana al puerto y a la plaza de Compostela.
Cuenta con servicios de viajeros de Larga Distancia (Alvia Barcelona-Vigo) y Media Distancia (Regional Vigo-Santiago de Compostela-La Coruña, MD/Regional Exprés Vigo-Orense-Ponferrada/León), así como el servicio internacional Vigo-Oporto, conocido como Celta. Además cumple funciones logísticas.
Existe otra estación en la ciudad, Vigo-Urzaiz, situada a escasos 500 metros de Guixar, que concentra los servicios que circulan por el Eje Atlántico, incluyendo los Alvia Madrid-Vigo.
Registró en 2023 un tráfico de 611.152 pasajeros, siendo la segunda estación con mayor número de viajeros de la ciudad por detrás de la de Vigo-Urzaiz, y la séptima de Galicia.

## Situación ferroviaria
La estación está situada en el punto kilométrico 10,506, punto final de la línea férrea de ancho ibérico que une la Bifurcación Chapela (donde enlaza con la línea Monforte de Lemos-Redondela) con Vigo-Guijar, a 8 metros de altitud. La línea es de vía única electrificada.

## Historia
Tradicionalmente la estación se destinó al tráfico de mercancías de la zona portuaria de la ciudad. Fue reconstruida para acoger tráfico de pasajeros a causa del desmantelamiento de la estación de Vigo-Urzaiz para construir un nuevo edificio para la llegada de la alta velocidad. 
Las obras para su construcción se iniciaron en marzo del año 2010 y concluyeron poco más de un año después en agosto del 2011. La estación fue inaugurada el 27 de agosto de 2011. El presupuesto inicial de 11 millones de euros acabó alcanzando los 17,5 millones de euros una vez rematada la obra.
Aunque inicialmente se proyectó como una estación provisional mientras duraran las obras de la principal estación de la ciudad, la de Urzaiz, finalmente se optó por mantener las dos estaciones, la de Guixar para trenes de vía convencional y la de Urzaiz para los servicios que utilizan el Eje Atlántico de Alta Velocidad.

## La estación
El edificio para viajeros es de base rectangular de dos plantas con una superficie total para cada una de 1 000 metros cuadrados. La estructura realizada esencialmente en hormigón está decorada en su fachada principal gracias a paneles multicolores (esencialmente tonalidades verdes, amarillas y azules). En la planta de acceso se encuentra el vestíbulo principal, la sala de espera, zonas de información y venta de billetes. Toda la estación es accesible para personas con movilidad reducida. 
Dispone de tres andenes cuya longitud oscila entre 100 y 285 metros. Cuenta con siete vías de las cuales cinco se dedican al transporte de pasajeros. 
En el exterior cuenta con zonas de aparcamiento, paradas de taxis y una parada de autobús que se encuentra en la calle Arenal.

## Servicios ferroviarios

### Larga Distancia
El único servicio de Larga Distancia de la estación es el Alvia que la une con Barcelona. Anteriormente también salían de Guixar los trenes Alvia con destino Madrid, que actualmente tienen su origen y destino en la estación de Vigo-Urzaiz.

### Media Distancia
Las conexiones de Media Distancia ofrecidas por Renfe son amplias y abarcan conexiones directas con las demás ciudades gallegas, a excepción de Lugo y Ferrol, para las que se debe efectuar enlace. Desde julio del 2012 un Intercity con numerosas paradas permitía llegar incluso hasta Valladolid, Ávila o Madrid en un recorrido que se acerca a las 10 horas, pero fue suprimido.
Además, la estación es cabecera de los servicios internacionales Celta, que conectan Vigo y Oporto con dos servicios diarios.